# Gray County (Kansas)
Gray County is een county in de Amerikaanse staat Kansas.
De county heeft een landoppervlakte van 2.250 km² en telt 5.904 inwoners (volkstelling 2000). De hoofdplaats is Cimarron.